# 961
961 (CMLXI) fue un año común comenzado en martes del calendario juliano, en vigor en aquella fecha.

## Acontecimientos
- 16 de octubre: comienza el reinado de Alhakén II, califa omeya de Córdoba.
- Batalla de Fitjar

## Nacimientos
- Ramiro III, rey leonés.

## Fallecimientos
- 15 de octubre: Abderramán III, califa cordobés (n. 891).
- Elena Lecapena, emperatriz bizantina (n. 911).